# Henriette Renan
Pour les articles homonymes, voir Renan.
Noémie Cornélie Henriette Renan, dite Henriette Renann, est une femme de lettres française née le 22 juillet 1811 à Tréguier et morte à Amchit (Liban) le 24 septembre 1861.

## Biographie
Henriette Renan est la sœur de l'homme de lettres et philosophe français Ernest Renan. Née à Tréguier comme lui dans une famille de pêcheurs, elle demeure dans la grande maison acquise par leur grand-père. Leur père, capitaine d'un petit navire et républicain convaincu, a épousé la fille de commerçants royalistes de la ville voisine de Lannion. Leur mère n'est qu'à moitié bretonne, ses ancêtres paternels étant venus de Bordeaux. Appartenant à une famille catholique, Henriette poursuit sa scolarité chez des religieuses bretonnes, et bénéficie en outre de l'instruction dispensée par une érudite trégorroise. Henriette a dix-sept ans lorsque leur père meurt et devient cheffe morale de la famille. Elle s'occupe alors de son frère de douze ans son cadet. À défaut de rentrer dans les Ordres faute de dot, Henriette décide de devenir maitresse des écoles. Tentant en vain d'ouvrir une école pour filles à Tréguier, Henriette Renan se résigne à rejoindre Paris pour y être professeure et se retrouve à la direction des études d'une maison d'éducation. À Paris, elle se lie d'amitié avec Sophie Ulliac, et prend en charge l'éducation des enfants d'une famille de notables polonais avec qui elle voyage en Europe. Pendant dix ans elle part à Zamosc (Pologne) où elle est l'institutrice des trois filles du comte Zamoyski. Lors de ses voyages, elle collabore à certaines revues, sous des pseudonymes variés dont celui d'Emma du Guindy, en écrivant par exemple pour Le Journal des jeunes personnes alors dirigée par Sophie Ulliac (1846-1857),. Indépendante financièrement, Henriette entretient sa mère, paie les études de son frère et termine de régler les dettes de leur père.
De 1860 à 1861, Ernest Renan effectue une mission archéologique au Liban et en Syrie. Il séjourne avec son épouse Cornélie et sa sœur Henriette dans la demeure de Zakhia Chalhoub el-Kallab et son fils Abdallah Zakhia el Kallab, famille de notables maronites d’Amchit (région de Byblos) dont les ancêtres ont été anoblis par le Sultan ottoman et ayant fondé le premier hôpital au Liban (hôpital Saint-Michel d’Amchit). D'une santé fragile, c’est à Amchit qu’Henriette Renan meurt d'une crise de paludisme le 24 septembre 1861. Elle est enterrée dans le caveau de Michaël Tobia Kallab, à Amchit, près de l’Église Notre-Dame,,.

« Te souviens-tu, du sein de Dieu où tu reposes, de ces longues journées de Ghazir, où, seul avec toi, j'écrivais ces pages inspirées par les lieux que nous avions visités ensemble ? Silencieuse à côté de moi, tu relisais chaque feuille et la recopiais sitôt écrite, pendant que la mer, les villages, les ravins, les montagnes se déroulaient à nos pieds. Quand l'accablante lumière avait fait place à l'innombrable armée des étoiles, tes questions fines et délicates, tes doutes discrets, me ramenaient à l'objet sublime de nos communes pensées. Tu me dis un jour que ce livre-ci tu l'aimerais, d'abord parce qu'il avait été fait avec toi, et aussi parce qu'il te plaisait. Si parfois tu craignais pour lui les étroits jugements de l'homme frivole, toujours tu fus persuadée que les âmes vraiment religieuses finiraient par s'y plaire. Au milieu de ces douces méditations, la mort nous frappa tous les deux de son aile ; le sommeil de la fièvre nous prit à la même heure ; je me réveillai seul !… Tu dors maintenant dans la terre d'Adonis, près de la sainte Byblos et des eaux sacrées où les femmes des mystères antiques venaient mêler leurs larmes. Révèle-moi, ô bon génie, à moi que tu aimais, ces vérités qui dominent la mort, empêchent de la craindre et la font presque aimer. »"À l'âme pure de ma sœur Henriette, morte à Byblos, le 24 septembre 1861" in Vie de Jésus par Ernest Renan

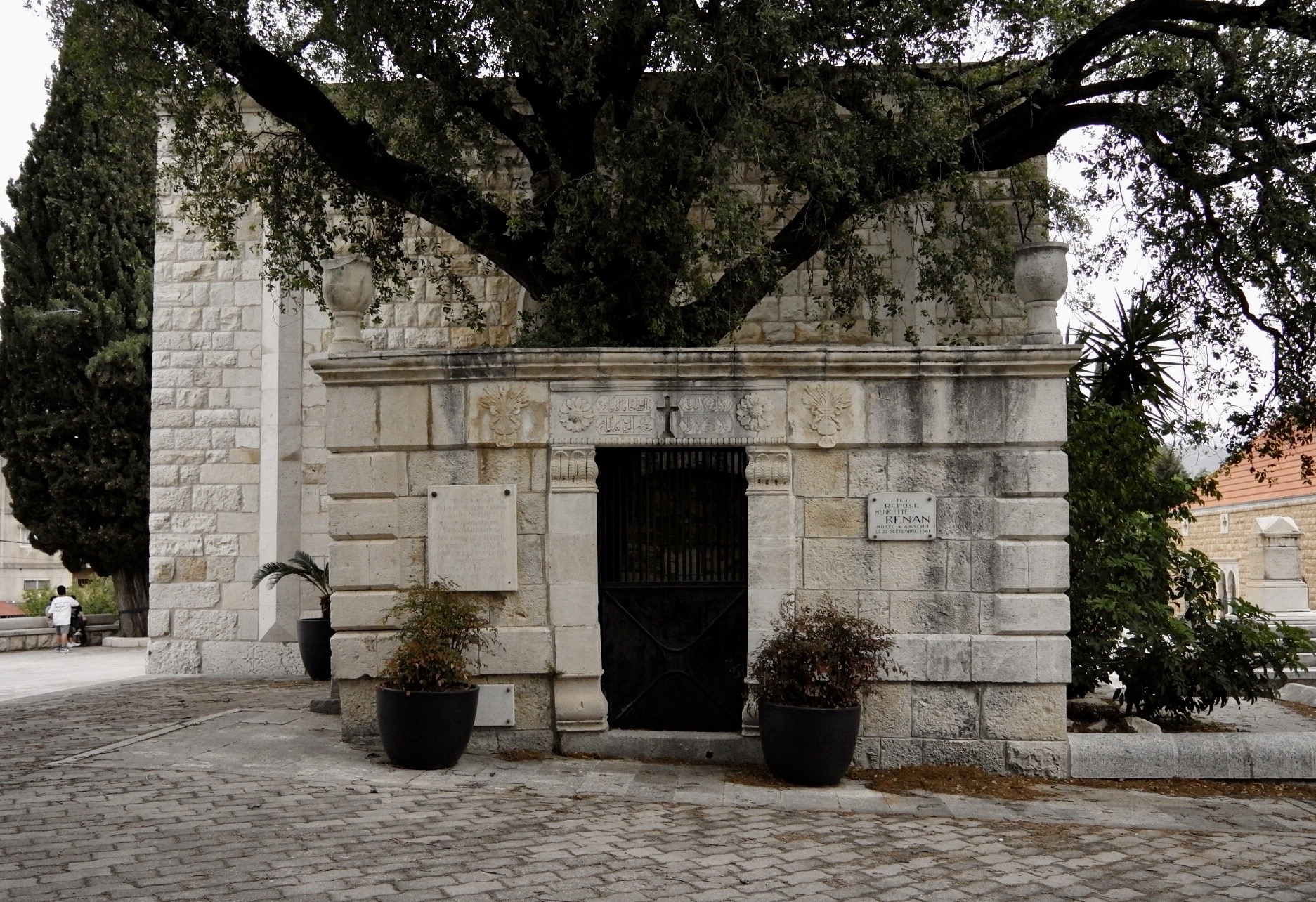
Sépulture de Henriette RENAN, Amchit, Liban

Henriette Renan a toujours exercé une très grande influence sur la vie de son frère, jouant à la fois le rôle de mère, de sœur, de confidente et de conseillère.

## Travaux
Très intéressée par la nature et l'art, elle a été plus qu'une secrétaire pour les travaux sur l'histoire de l'art réalisés par son frère. Ernest Renan put s'appuyer sur les recherches en histoire de l'art faites par sa sœur, et sur ses nombreuses relectures et critiques de ses propres écrits. Elle-même possédait un style d'écriture simple et épuré.

## Œuvres
- Souvenirs et Impressions, Pologne, Rome, Allemagne, voyage en Syrie. Publié avec des notes par Henri Moncel. Introduction par Mary Duclaux, 1930.
- Correspondance intime, 1842-1845.
- Nouvelles lettres intimes, 1846-1850, 1923.